# Willyung
Willyung ist ein Ort im australischen Bundesstaat Western Australia. Er liegt etwa acht Kilometer nördlich von Albany im traditionellen Siedlungsgebiet des Aborigines-Stammes der Mineng.

## Geografie
Südlich des Ortes liegen Warrenup und McKail, westlich Drome, nördlich Green Valley und Millbrook und östlich King River.
Durch den Ort fließen die Flüsse Parker Brook und Phillips Brook. Außerdem befindet sich der Willyung Hill im Ort.
Der Ort grenzt im Westen und Osten an den Albany Highway respektive den South Coast Highway. Der Menang Drive verbindet beide Autobahnen und führt durch den Ort.

## Bevölkerung
Der Ort Willyung hatte 2016 eine Bevölkerung von 575 Menschen, davon 49,1 % männlich und 50,9 % weiblich. Von ihnen sind 1 % (zehn Personen) Aborigines oder Torres Strait Islanders.
Das durchschnittliche Alter in Willyung liegt bei 39 Jahren, ein Jahr über dem australischen Durchschnitt von 38 Jahren.